# 黑釉葉紋碗
黑釉葉紋碗是南宋時期常见的一种陶瓷器形式，約西元12－13世紀，生產於位在今江西省吉安市永和鎮的吉州窯。

## 外觀
碗壁多斜敞呈斗笠式，圈足小，底淺，底心有的凸起，有的平。外壁多烏亮，有些微泛褐色斑。器內黑釉間飾一大片黃色帶點橘紅色的木葉紋，葉子躺在盞壁和盞心上。黑釉葉紋，又稱天目木葉，為吉州窯獨特的裝飾手法，題材上有別於過去的陳規舊律，巧妙地運用大自然生長的狀態，放進陶瓷的圖樣。而此種裝飾所選用樹葉多為葉形肥大的桑葉，因為含水量適中，所以容易留下清晰的紋理。

## 背景
宋朝的社會上盛行飲茶和鬥茶風尚，而黑釉瓷與其併行而來，為中國陶瓷史添上一道特別又崇尚自然與禪意的風采。講究飲茶藝術的文士們喜愛用黑色茶碗來襯托白色的茶湯，而宋代人在喝茶的時候，習慣先將茶餅輾成細小的茶末，放在茶碗中並注入熱水，經過攪拌後飲用；茶湯表面因此浮起一層白色泡沫，茶碗本身的黑釉就能襯托它，而鬥茶要看茶湯經攪拌後的呈色和茶粉泡開後的浮沫狀況。還有另一方面，是因為佛教與茶文化的相互影響。吉州窯在唐宋時期中國禪宗源頭的贛南地區，位於吉州窯所在地永和鎮郊外的青原山，不僅供給吉州窯制瓷原料，山上的多處佛寺，也會向其地購買瓷器，生活相當貼近吉州窯。

## 製作方法
匠者先在器上施淡黃釉，而後貼上處理過的樹葉，再施一層富含鐵份的黑釉，入窯燒成。其實就是在經高溫氧化下燒造，使樹葉所殘留的灰質成份在釉面上留下的痕跡而形成。它真實完整的留下了樹葉的原貌，如化石般經久不損。

## 失傳與後續
然而，因為後來戰亂緣故，吉州窯隨著宋代的衰弱逐漸廢滅，至明代中期斷燒，木葉天目盞的燒造技術也隨之失傳。不過在清代已被皇室列為世代珍藏之物。然後，經過數年的摸索與實踐，現已基本掌握了木葉碗的工藝過程。